# Mike Hough (Kriminologe)
Mike Hough (* 1948) ist ein britischer Kriminologe. Er ist Professor für Kriminalpolitik und stellvertretender Direktor des Institute for Criminal Policy Research (ICPR) an der Birkbeck, University of London. Von 2008 bis 2011 amtierte er als Präsident der British Society of Criminology.
Hough war in der Forschung des britischen Innenministeriums tätig und gründete Mitte der 1990er-Jahre das heutige ICPR. Es war ursprünglich am King’s College London angesiedelt, befindet sich aber inzwischen an der Birkbeck, University of London.

## Schriften (Auswahl)
- Herausgeber mit Rob Allen und Enver Solomon: Tackling prison overcrowding. Build more prisons? Sentence fewer offenders? Policy Press, Bristol 2008, ISBN 9781847421104.
- Mit Julian V. Roberts: Youth crime and youth justice. Public opinion in England and Wales. Policy Press, Bristol 2004, ISBN 1861346492.
- Herausgeber mit Mangai Natarajan: Illegal drug markets. From research to prevention policy. Criminal Justice Press, Monsey 2000. ISBN 1881798259.
- Mit Pat Mayhew: Taking account of crime. Key findings from the second British crime survey. H.M.S.O., London 1985, ISBN 0113408102.
- Mit Ronald V. Clarke: Crime and police effectiveness. H.M.S.O., London 1984, ISBN 0113407734.